# Сучасна австралійська кухня

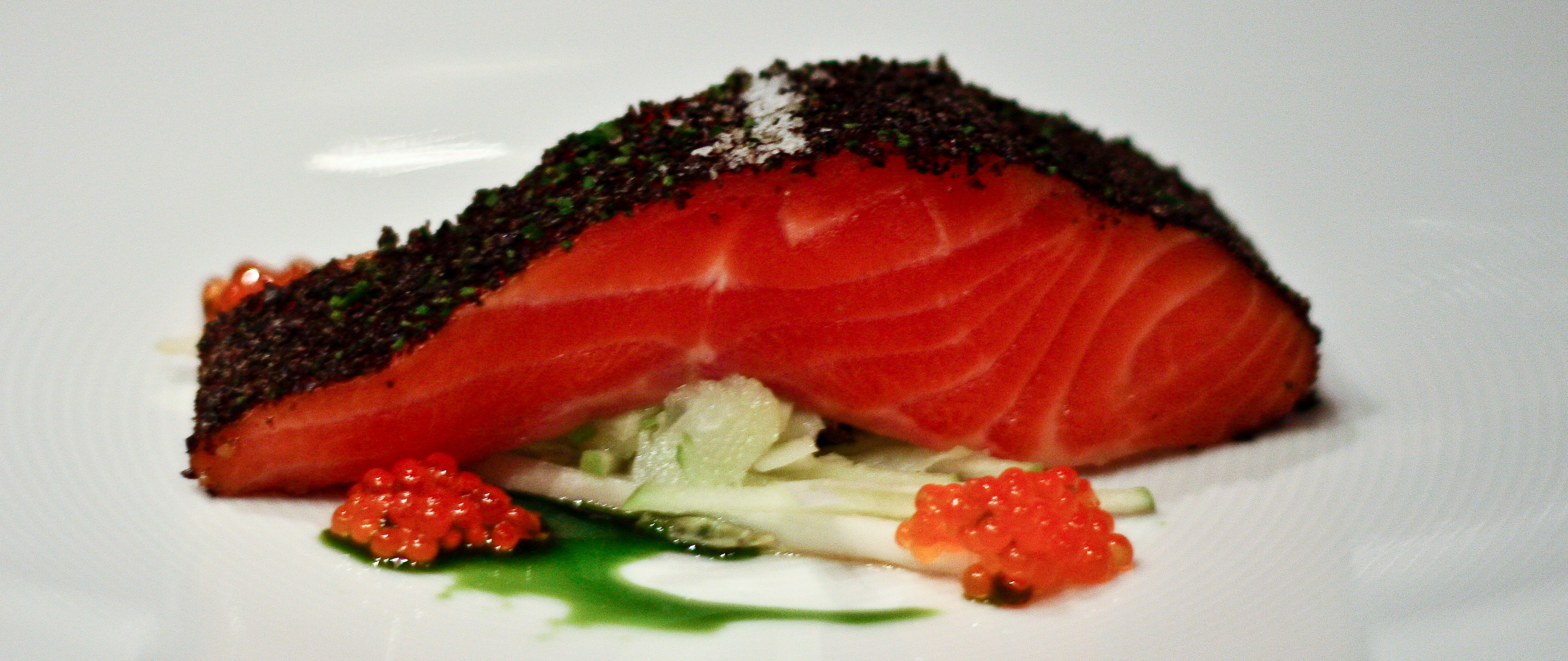
Знакова страва сучасної австралійської кухні: Конфі з тасманської форелі у ресторані Tetsuya's (Сідней).

Сучасна австралійська кухня або Mod Oz (англ. Modern Australian cuisine) — це ф'южн-кухня, властива Австралії.

## Історія
Австралійська кухня походить від уподобань австралійських поселенців-імігрантів та продуктів харчування, які вони привезли з собою на континент, у поєднанні з місцевими продуктами. Британський колоніальний період встановив сильну базу зацікавленості у англо-кельтському стилі рецептів та методів. Подальші хвилі мультикультурної імміграції, більшість яких була з Азії та Середземномор'я, та сильні, вишукані культури харчування, що їх принесли з собою етнічні спільноти, вплинули на розвиток австралійської кухні.
Найвірогідніше, першим рестораном сучасної австралійської кухні був ресторан Bayswater Brasserie, 1982 року заснування, у Сіднеї, який пропонував середземноморські страви із впливом азійської кухні та кухні Середнього Сходу, та «показав Сіднею […] що страви можуть бути сміливими, не будучи при цьому дорогими». Власне термін було вперше вжито в друкованому вигляді у виданні Гід доброї їжі (англ. Good Food Guide), де під цим заголовком було розміщено 34 ресторани. Серед провідних представників цього стилю — Тецуя Вакуда, Ніл Перрі та Пітер Ґілмор.

## Відомі ресторани сучасної австралійської кухні
- Rockpool (Сідней)[4]
- Taxi Dining Room (Мельбурн)[5]
- Tetsuya's (Сідней)
- Quay (Сідней)